# Ренета Камберова
Ренета Петрова Камберова е българска състезателка по художествена гимнастика.

## Биография
Ренета Камберова е родена на 12 септември 1990 г. в град Пазарджик, България. Започва да се занимава с художествена гимнастика от 7-годишна. Част е от ерата Златни момичета на България с ансамбъла (2009 - 2016 година). 
Абсолютна световна шампионка (2014 година) и бронзова олимпийска медалистка в Рио де Жанейро (2016 година). В дългогодишната си над 18-годишна спортна кариера има стотици медали, само с националния отбор са 81 – от олимпийски игри, световни и европейски първенства, както и световни купи.
Два пъти участва на Олимпийски игри - в Лондон през 2012 година и в Рио де Жанейро.
Първият голям успех на Ренета Камберова с ансамбъла идва на Световното първенство в Монпелие през 2011 г. Тогава отборът под ръководството на треньора Илиана Раева става световен шампион в съчетанието на 3 ленти и 2 обръча по музика от прочутия мюзикъл Фантомът от операта. 
През 2014 година Ренета Камберова и ансамбълът стават европейски шампионки (съчетание с пет чифта бухалки) в Баку, като оставят зад себе си Русия.
На 27 септември 2014 година ансамбълът на България става абсолютен световен шампион в турския град Измир, като това е първа титла на Световно първенство от Мондиала в Будапеща през 1996 година. Тогава отборът е воден от треньорката Ина Ананиева и е в състав Ренета Камберова, Михаела Маевска-Величкова, Цветелина Найденова, Цветелина Стоянова и Християна Тодорова.
На Олимпийските игри през 2016 година в Рио де Жанейро българският ансамбъл в състав Ренета Камберова, Михаела Маевска, Цветелина Найденова, Християна Тодорова и Любомира Казанова печели бронзов медал с обща оценка от 35.766 точки. Възпитаничките на Ина Ананиева получават оценки от 17.700 точки на пет ленти и 18.066 точки на два обръча и три чифта бухалки. Олимпийски шампион става Русия със сбор от 36.233 точки, а на второ място завършва Испания с 35.766 точки.
Това е първо отличие за български ансамбъл от олимпиада след бронза в Атина 2004.
След Олимпийските игри в Рио де Жанейро Ренета Камберова прекратява активната си спортна кариера, а от есента на 2017 година е Председател на "Младежки спортен клуб Пазарджик спортува", оглавявайки спортната дейност в родния си град Пазарджик.

## Медали
- 3 място – СП „Москва 2010“ (обръчи)
- 1 място – СП „Монпелие 2011“ (обръчи и ленти)ъчи и ленти)
- 1 място – СК „София 2011“ (многобой)
- 1 място – СК „София 2012“ (многобой)
- 2 място - ЕП "Нижни Новгород 2012" (ленти и обръчи)
- 3 място - ЕП (Нижни Новгород 2012" (топки)
- 1 място - СК "София 2013" (многобой)
- 1 място - СК "София 2013" (бухалки)
- 1 място - СК "Минск 2014" (многобой)
- 1 място - СК "Минск 2014" (бухалки)
- 1 място - СК "Минск 2014" (ленти и топки)
- 1 място - ЕП "Баку 2014" (бухалки)
- 1 място - СП "Измир 2014" (многобой)
- 1 място - СК "Ташкент 2015" (многобой)
- 1 място - СК "Ташкент 2015" (обръчи и бухалки)
- 1 място - СК "София 2016" (ленти)
- 1 място - СК "София 2016" (обръчи и бухалки)
- 3 място - Олимпийски игри Рио де Жанейро (2016)

## Награди и призове
- 3 пъти победител в конкурса “Жена на годината” в категория спорт (2011, 2014, 2016)
- 3 пъти победител в анкетата “Спортист на годината” (2011, 2014, 2016) в категорията “Отбор на годината”
- Носител на наградата “Достоен българин“
- Многократен носител на наградата “Спортен Икар”
- 17 пъти победител в анкетата “Отбор на месеца”
- Награда за особен принос в развитието на българската култура, наука  и изкуство от сдружение “България си ти”
- 3 пъти победител в анкетата “Синя коледа”
- Лице на ACES Европейски столици в кампанията „Без оправдания“
- Почетен знак на Столична община
- Почетен Гражданин на град Пазарджик